# Límec (orgán)

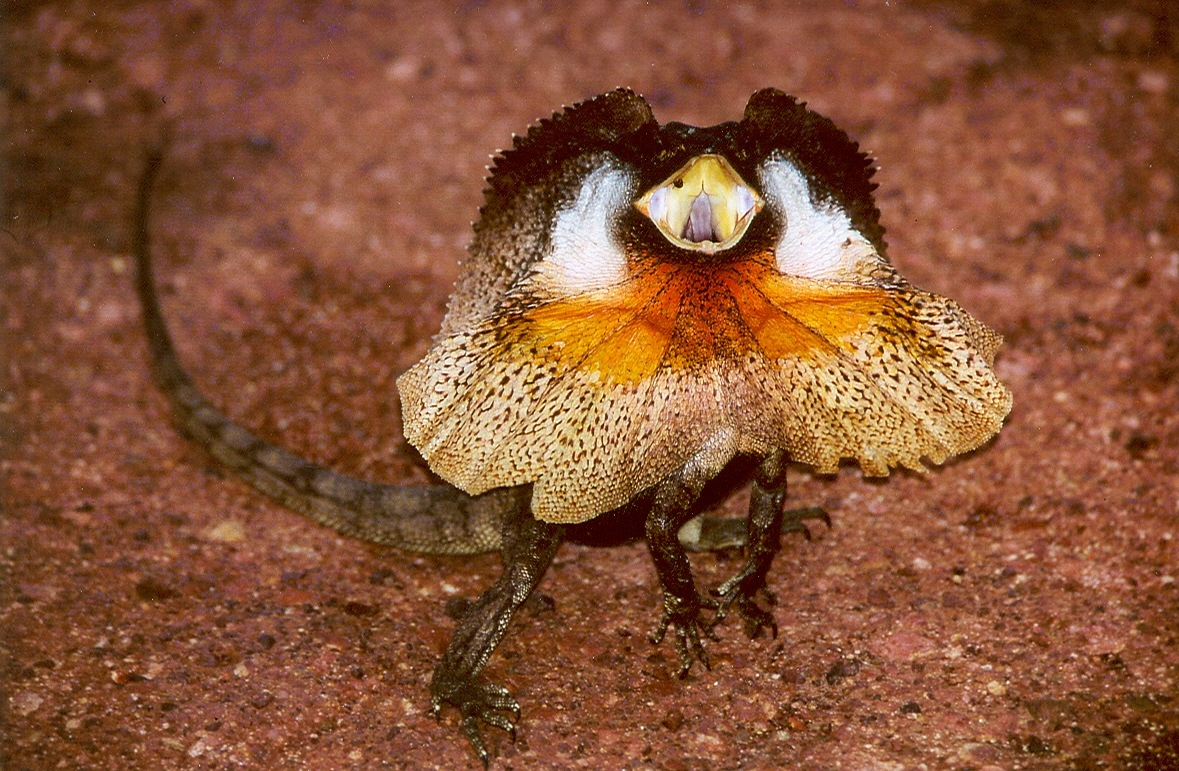
Agama límcová ukazuje svůj límec

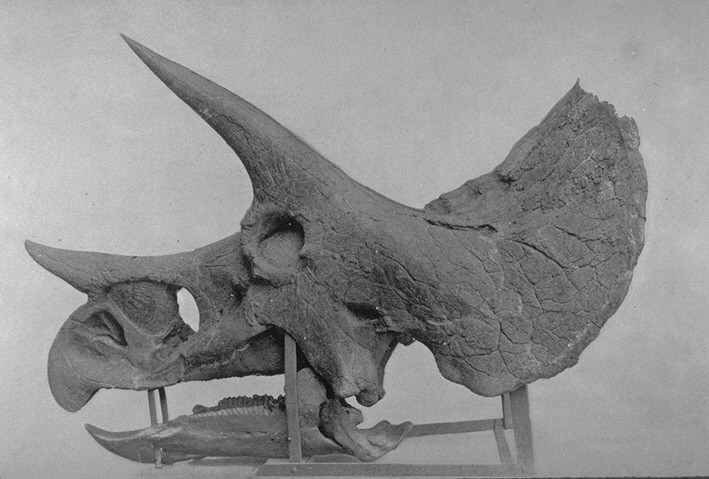
Lebka triceratopse s výrazným krčním límcem.

Límec je velmi široký pojem označující část hlavy plazů, ať už se jedná o kostěnou část lebky jako u triceratopse, či chrupavčitou výstuhu jako u agamy límcové (tam je zbytek tvořen kůží). Technicky je límec prodloužením kosti temenní, lemovaný margo squamosus. Vzhledem k tomu, že agama límcová je australský endemit, jde o evolučně velmi starý znak.
Využití límce u dinosaurů je nejisté, buďto jde o termoregulační systém nebo jednoduše o prvek obranný (mechanicky). Triceratopsové nejspíše s límci zápasili. 
Límec agamy límcové se v případě nebezpečí umí roztáhnout, takže vypadá větší. Kromě této obranné funkce jde o samčí výrazný sekundární pohlavní znak.